# 海塞卜机场
海塞卜机场 （阿拉伯语：‎）是一个位于阿曼穆桑代姆省省会海塞卜的机场。

## 航空公司与航点
| 航空公司 | 目的地   |
| -------- | -------- |
| 阿曼航空 | 马斯喀特 |